# Adrià Pericas
Adrià Pericas Capdevila (Tona, 26 mei 2006) is een Spaans wielrenner.

## Carrière
Als eerstejaars junior, in 2023, behaalde Pericas meerdere ereplaatsen in het Spaanse nationale circuit. In juni van dat jaar werd hij, achter Markel Beloki, tweede op het nationale kampioenschap tijdrijden. Later dat jaar werd hij geselecteerd voor het wereldkampioenschap, waar hij op plek 26 in de wegwedstrijd eindigde. Op het Europese kampioenschap eindigde hij op plek 46 in de tijdrit en plek 58 in de wegwedstrijd. Vanwege zijn goede prestaties werd hij in december uitgenodigd om deel te nemen aan een trainingskamp van UAE Team Emirates. In zijn tweede seizoen als junior behaalde Pericas naast meerdere overwinningen in met name het Spaanse nationale circuit ook enkele ereplaatsen in internationale wedstrijden. Zo werd hij in mei tweede in het eindklassement van de Ronde van de Vaud, in juni tweede in de Alpenklassieker en in juli achtste in het eindklassement van de Ronde van de Valromey. Op het nationale kampioenschap tijdrijden was hij nu wel de beste: hij won met een voorsprong van een halve minuut op Héctor Álvarez. In september nam hij deel aan het wereldkampioenschap, waar een zestiende plek in de tijdrit en een veertiende plek in de wegwedstrijd behaalde.
In 2025 werd Pericas opgenomen in de opleidingsploeg van UAE Team Emirates-XRG. Namens de hoofdmacht van de ploeg maakte hij eind januari zijn debuut in de AlUla Tour. Medio februari werd hij negende in de Ronde van Murcia, waarna hij later die maand namens de opleidingsploeg aan de start stond van de Ronde van Rwanda. In het algemeen klassement van die achtdaagse etappekoers eindigde de jonge Spanjaard op de vijfde plaats. In maart won hij een etappe in de Istrian Spring Tour, waardoor hij de leiderstrui overnam van Erik Fetter. In de slotetappe wist Adrien Boichis door middel van bonificatieseconden echter de eindwinst van Pericas af te pakken. In augustus van dat jaar tekende Pericas een contract voor vier seizoenen bij de hoofdmacht van UAE Team Emirates-XRG.

## Overwinningen
2023
Bergklassement Eroica Nations' Cup
2024
Gran Premi Les Franqueses KH7
1e etappe GP FWR Baron (ploegentijdrit)
Eindklassement GP FWR Baron
 Spaans kampioen tijdrijden, Junioren
2025
2e etappe Istrian Spring Tour

## Ploegen
- 2025 –  UAE Team Emirates Gen Z